# 1925年のメジャーリーグベースボール
以下は、メジャーリーグベースボール（MLB）における1925年のできごとを記す。
1925年4月14日に開幕し10月15日に全日程を終え、ナショナルリーグはピッツバーグ・パイレーツが1909年以来5度目のリーグ優勝し、アメリカンリーグはワシントン・セネタースが2年連続2度目のリーグ優勝を果たした。
ワールドシリーズはピッツバーグ・パイレーツが4勝3敗でワシントン・セネタースを下し、16年ぶり2度目のワールドシリーズ制覇となった。
1924年のメジャーリーグベースボール - 1925年のメジャーリーグベースボール - 1926年のメジャーリーグベースボール

## できごと
アメリカンリーグは、ヤンキースの低迷でセネタースが2位アスレティックスに8.5ゲーム差をつけての半ば独走状態であった。ヤンキースの不振の原因はベーブ・ルースの病気発症で春のキャンプ中に倒れて入院を余儀なくされ、4月8日に腸の潰瘍手術を受けて5月末まで欠場し、その間のヤンキースは低迷に喘いでいた。一方のセネタースは前年のメンバーが健在で特にロジャー・ペキンポーがチームを引っ張りリーグ最優秀選手になる活躍をして、37歳になったウォルター・ジョンソンもこの年20勝していた。
一方ナショナル・リーグはピッツバーグ・パイレーツが久々の優勝であったが、20勝投手は皆無でパイ・トレイナー、カイカイ・カイラー、マックス・キャリーら三割打者が7人もいて、チーム打率.307という猛打の打線であった。
そしてワールドシリーズでは、第4戦までで3勝1敗のセネタースが圧倒的に有利となったが、そこから盛り返してパイレーツが3連勝し1909年以来2度目のシリーズ制覇となった。
ベーブ・ルースは6月1日に復帰したが、結局この年は打率.290、本塁打25本の無冠に終わった。そして本塁打王と打点王になったのは同じヤンキースのボブ・ミューゼルで、本塁打33本、打点134であり、2年後の1927年の『殺人打線』の一角を占めている。
- ロジャース・ホーンスビー
  - ナショナルリーグではロジャース・ホーンスビーが打率.403、本塁打39本、打点143で四割打者で打撃三冠王を達成した。三冠王は1922年以来の2度目。四割は3度目であった。
- カイカイ・カイラー
  - 1921年にピッツバーグ・パイレーツに入団。4年目の1924年に117試合に出場、打率.354・165安打・32盗塁の活躍をしてパイレーツのレギュラー外野手となった。この年は足の速さとバッティングの上手さを発揮し、144得点はリーグ最多となったのをはじめ、41盗塁は前年に続いてリーグ2位、打率.357、安打数220本を記録し、打点も100打点を超え勝負強さも発揮した。8月28日のフィリーズ戦では、当時狭いことで有名だったベイカー・ボウルで2本のランニングホームランを放っている。ワールドシリーズでは6打点を挙げてパイレーツのシリーズ制覇に貢献した。また10連続安打の記録をこの年に作っている。通算打率.321で攻守・好打・好走の三拍子そろった外野手として活躍した。後に盗塁王4回獲得している。別にキキ・カイラーとも呼ばれ、1968年に殿堂入りした。
- テッド・ライオンズ
  - 1923年にマイナー経験なしでシカゴ・ホワイトソックスに入団し、以後1945年に引退するまでホワイトソックス一筋に投げ続けた。この年に21勝を挙げて最多勝となり、2年後も22勝で最多勝を獲得して、1943年の戦時下では14勝6敗・防御率2.10で最優秀防御率を獲得した時は41歳であった。通算260勝。（1955年殿堂入り）

### 新人の左腕
この年にフィラデルフィア・アスレチックスから新人の左腕投手がデビューした。1920年にマイナーのインターナショナルリーグのボルチモア・オリオールズ(後の同名球団とは別）に入団し、5年間に112勝を上げて毎年最多奪三振王になり、早くにメジャーにデビューできたはずがオーナーのジャック・ダン（このオーナーはその10年前にベーブ・ルースを発掘している）がなかなか手放さなかったのだ。そして10万6000ドルの巨額のトレードマネーでコニー・マックのアスレチックスに入り25歳でメジャーデビューとなった。この年はケガもあって10勝12敗に終わったが、奪三振116でリーグ最多奪三振王となり実力の片鱗を見せていた。後に41歳で300勝投手となったレフティ・グローブである。

### ヤンキースの一塁手
ニューヨーク・ヤンキースの一塁はウォーリー・ピップが1915年から10年間守ってきた。この10年で本塁打王を2度獲得し3割を3度打ち、悪くても2割8分は打ち、1921年から1923年までのリーグ3連覇にも貢献し、チームの中核であったが、この年は不振に喘いでいた。
ベーブ・ルースが戦列に戻った6月1日の対セネタース戦の8回に代打として登場した若い選手がいた。1903年生まれの22歳で、コロンビア大学を中退し1923年にヤンキースと契約してプロ入りした。入団して3年目の1925年初めにヤンキースが当時レッドソックスにいたフィル・トッド一塁手との交換トレードを申し入れたが、レッドソックスは断った。もしこの話が実現していれば後のドラマは生まれなかった。翌日6月2日に正一塁手だったウォーリー・ピップが風邪を引いてミラー・ハギンス監督に休場を申し入れたため（頭痛及び試合前のケガ説、或いは最初からベンチに入らず遊びに行ったという説がある）、監督は前日に代打出場した若い選手を6番1塁でスタメンに登場させた。ウォーリー・ピップにとっては大事をとって休養しただけで、いつでも1塁には戻れると当然思っていたはずである。しかし彼は永久にヤンキースの一塁に戻ることはなく、シーズン終了後にシンシナティ・レッズにトレードされた。そしてすっかり生彩を欠き、この6月2日は事実上の引退の日になってしまった。
この若い選手は、この試合で3安打してミラー・ハギンス監督にその才能が認められて即レギュラー入りし翌日からそのまま先発出場した。この年に126試合出場し打率.295・本塁打20本・打点68を記録した。そしてそれから14年後の1939年4月30日まで試合に休むことなく出場し、5月2日の次の試合前に自身の体調の異変のため自らジョー・マッカーシー監督に申し出て試合出場を取り止めた。代打で出場した1925年6月1日から1939年4月30日まで通算2130試合連続出場の記録を残したこの選手こそ《ヤンキースの誇り》と謳われ、ベーブ・ルースが獲得できなかった三冠王をも獲得し、その引退が多くの選手やファンに忘れられない記憶として今も残るルー・ゲーリッグである。

### 記録
- 5月17日、トリス・スピーカーが史上5人目の3000安打を達成。
- 6月6日、エディ・コリンズが史上6人目の3000安打を達成。

### 規則の改訂
- 投手がロジンバッグを使うことが認められた。
- 本塁打の最短距離を235フィートとする。その後1940年に250フィートに変更された。

## 最終成績

### レギュラーシーズン
| 順 | チーム                           | 勝利 | 敗戦 | 勝率 | G差  |
| -- | -------------------------------- | ---- | ---- | ---- | ---- |
| 1  | ワシントン・セネタース           | 96   | 55   | .636 | --   |
| 2  | フィラデルフィア・アスレチックス | 88   | 64   | .579 | 8.5  |
| 3  | セントルイス・ブラウンズ         | 82   | 71   | .536 | 15.0 |
| 4  | デトロイト・タイガース           | 81   | 73   | .526 | 16.5 |
| 5  | シカゴ・ホワイトソックス         | 79   | 75   | .513 | 18.5 |
| 6  | クリーブランド・インディアンス   | 70   | 84   | .455 | 27.5 |
| 7  | ニューヨーク・ヤンキース         | 69   | 85   | .448 | 28.5 |
| 8  | ボストン・レッドソックス         | 47   | 105  | .309 | 49.5 |

| 順 | チーム                       | 勝利 | 敗戦 | 勝率 | G差  |
| -- | ---------------------------- | ---- | ---- | ---- | ---- |
| 1  | ピッツバーグ・パイレーツ     | 95   | 58   | .621 | --   |
| 2  | ニューヨーク・ジャイアンツ   | 86   | 66   | .566 | 8.5  |
| 3  | シンシナティ・レッズ         | 80   | 73   | .523 | 15.0 |
| 4  | セントルイス・カージナルス   | 77   | 76   | .503 | 18.0 |
| 5  | ボストン・ブレーブス         | 70   | 83   | .458 | 25.0 |
| 6  | ブルックリン・ロビンス       | 68   | 85   | .444 | 27.0 |
| 7  | フィラデルフィア・フィリーズ | 68   | 85   | .444 | 27.0 |
| 8  | シカゴ・カブス               | 68   | 86   | .442 | 27.5 |

### ワールドシリーズ
- パイレーツ 4 - 3 セネタース

| 10/ 7 – | セネタース | 4 | - | 1 |  | パイレーツ |
| 10/ 8 – | セネタース | 2 | - | 3 |  | パイレーツ |
| 10/10 – | パイレーツ | 3 | - | 4 |  | セネタース |
| 10/11 – | パイレーツ | 0 | - | 4 |  | セネタース |
| 10/12 – | パイレーツ | 6 | - | 3 |  | セネタース |
| 10/13 – | セネタース | 2 | - | 3 |  | パイレーツ |
| 10/15 – | セネタース | 7 | - | 9 |  | パイレーツ |

## 個人タイトル

### アメリカンリーグ
| 項目   | 選手                       | 記録 |
| ------ | -------------------------- | ---- |
| 打率   | ハリー・ハイルマン (DET)   | .393 |
| 本塁打 | ボブ・ミューゼル (NYY)     | 33   |
| 打点   | ボブ・ミューゼル (NYY)     | 138  |
| 得点   | ジョニー・モスティル (CWS) | 135  |
| 安打   | アル・シモンズ (PHA)       | 253  |
| 盗塁   | ジョニー・モスティル (CWS) | 43   |

| 項目   | 選手                         | 記録 |
| ------ | ---------------------------- | ---- |
| 勝利   | テッド・ライオンズ (CWS)     | 21   |
| 勝利   | エディ・ロンメル (PHA)       | 21   |
| 敗戦   | サッドサム・ジョーンズ (NYY) | 21   |
| 防御率 | スタン・コベレスキ (WS1)     | 2.84 |
| 奪三振 | レフティ・グローブ (PHA)     | 116  |
| 投球回 | ハーブ・ペノック (NYY)       | 277  |
| セーブ | フィルッポ・マーベリー (WS1) | 15   |

### ナショナルリーグ
| 項目   | 選手                           | 記録 |
| ------ | ------------------------------ | ---- |
| 打率   | ロジャース・ホーンスビー (STL) | .403 |
| 本塁打 | ロジャース・ホーンスビー (STL) | 39   |
| 打点   | ロジャース・ホーンスビー (STL) | 143  |
| 得点   | カイカイ・カイラー (PIT)       | 144  |
| 安打   | ジム・ボトムリー (STL)         | 227  |
| 盗塁   | マックス・キャリー (PIT)       | 46   |

| 項目   | 選手                       | 記録 |
| ------ | -------------------------- | ---- |
| 勝利   | ダジー・ヴァンス (BRO)     | 22   |
| 敗戦   | バーリー・グライムス (BRO) | 19   |
| 防御率 | ドルフ・ルケ (CIN)         | 2.63 |
| 奪三振 | ダジー・ヴァンス (BRO)     | 221  |
| 投球回 | ピート・ドノヒュー (CIN)   | 301  |
| セーブ | ガイ・ブッシュ (CHC)       | 4    |
| セーブ | ジョニー・モリソン (PIT)   | 4    |

## 表彰
シーズンMVP
- ナショナルリーグ ： ロジャース・ホーンスビー (STL)
- アメリカンリーグ ： ロジャー・ペキンポー (WS1)